# Stilla di Abenberg
Stilla (... – Abenberg, 1132 circa) apparteneva alla nobile famiglia dei conti di Abenberg e fondò la chiesa di San Pietro.
Fu beatificata, per equipollenza, da papa Pio XI nel 1927.

## Biografia
Le uniche notizie certe riguardo alla vita di Stilla sono che apparteneva alla famiglia dei conti di Abenberg, che fondò la chiesa di San Pietro sul monte di fronte al suo castello e che vi fu sepolta.
Secondo una Vita, storicamente inattendibile, redatta prima del 1601 dal canonico Wolfgang Agricola, Stilla era figlia del conte Zelco. Il vescovo Corrado di Salisburgo sarebbe stato suo zio; i suoi fratelli si sarebbero chiamati Adalberto e Corrado e, insieme a due sorelle, Stilla avrebbe emesso il voto di verginità nelle mani del vescovo Ottone di Bamberga.
Presso la chiesa di San Pietro (detta poi di Santa Stilla) sorse il monastero di Marienburg, affidato nel 1488 alle canonichesse agostiniane, secolarizzato nel 1805 e passato, nel 1920, alle suore clementine.

## Culto
Il culto della beata Stilla è documentato dai libri dei miracoli scritti dal 1488 al 1771. Nel 1893 si aprì un processo informativo sul culto.
Il culto della beata fu confermato da papa Pio XI il 12 gennaio 1927.
La beata è raffigurata talora in abiti principeschi, talora con l'abito monastico, con il modello di una chiesa e un giglio tra le mani.
Il suo elogio si legge nel Martirologio romano al 19 luglio.